# IC 5249
IC 5249 ist eine Balken-Spiralgalaxie vom Hubble-Typ SBcd im Sternbild Tukan am Südsternhimmel. Sie ist schätzungsweise 101 Millionen Lichtjahre von der Milchstraße entfernt und hat einen Durchmesser von etwa 110.000 Lichtjahren. Gemeinsam mit IC 5246 bildet sie ein (optisches) Galaxienpaar.

Im selben Himmelsareal befinden sich u. a. die Galaxien NGC 7358, IC 5245, IC 5247, IC 5250.
Die Typ-IIb-Supernova SN 2011cb wurde hier beobachtet.
Das Objekt wurde am 21. August 1900 von DeLisle Stewart entdeckt.